# Menso Alting

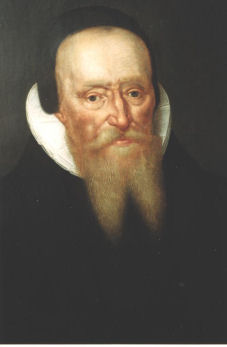
Menso Alting

Menso Alting (* 9. November 1541 in Eelde südlich der Stadt Groningen; † 7. Oktober 1612 in Emden, Ostfriesland) war ein bedeutender Prediger und Theologe der Reformationszeit.

## Herkunft
Seine Eltern waren der Ratsassessor und Gerichtsschultheiß von Eelde Roeleff Alting (1513–1589) und dessen Ehefrau  Immetje Schierbeck (1522–1580).

## Leben
Menso Alting studierte in Köln Theologie. Er trat 1565 vom Katholizismus zur reformierten Kirche über und setzte sein theologisches Studium in Heidelberg fort. Nach Abschluss seiner Studien wirkte er als Prediger in Helpen und Sleen (Holland), musste aber im Juli 1567 in der Folge der spanischen Gegenreformation unter Herzog Alba aus den Niederlanden flüchten. In Leiselheim bei Worms, ab 1570 in Dirmstein bei Frankenthal in der Pfalz und ab 1573 in Heidelberg fand er ein neues Arbeitsfeld. Im Oktober 1575 kam er als Nachfolger von Albert Ritzaeus Hardenberg nach Emden, wo er bis 1612 Leiter des Presbyteriums und Präses des Coetus der reformierten Prediger Ostfrieslands wurde.
Alting beeinflusste maßgeblich die Durchsetzung des Calvinismus in Emden. Zur Abwehr der Gegenreformation erstrebte er eine protestantische Union im Geiste des kämpferischen Calvinismus. Das wiederum verwickelte ihn in die Auseinandersetzungen der Niederlande mit Spanien wie auch der ostfriesischen Stände mit den absolutistischen Neigungen der lutherischen Grafen Edzard II. und Enno III. von Ostfriesland. Alting hat die Sonderstellung der Stadt Emden im Staatsgefüge der Grafschaft mitbegründet.
Menso Alting war mit Ubbo Emmius befreundet. Mit ihm wechselte er fast täglich Briefe. Ubbo Emmius verfasste bald nach dem Tode seines Freundes dessen Biographie.

## Familie
Er heiratete am 13. Juni 1571 in Dirmstein Marie Bischop (1550–1613), eine Tochter des Kaufmanns Henrich Bischop. Das Paar hatte 12 Kinder, darunter:
- Basilius (* 17. November 1572; † 5. November 1637), Apotheker ⚭ Anna Fijtken
- Daniel (* 20. September 1575; † 27. Januar 1618), Bürgermeister von Emden

⚭ 1597 Lucia Arceria
⚭ 1606 Ida de Wartum
- Aaltje (* 7. November 1580)

⚭ 1609 Jakob Mannens († 1620)
⚭ Johannes von Laher, Bürgermeister von Emden
- Johann Heinrich (Hendrik)  (* 17. Februar 1583; † 25. August 1644), Theologe ⚭ Susanna Belier (* 5. September 1592; † 15. Oktober 1643)
- Johannes (* 25. Oktober 1585; † 15. September 1636), Apotheker ⚭ Anna Katharina Fettich († 27. Mai 1670)
- Menso (* 21. Mai 1587; † 14. September 1647), Major in Emden

⚭ 1630 Dorothea Rufelaar († 12. November 1637)
⚭ 1640 Maria Eleonora Steintgen († 3. April 1651)
- Roelof (* 24. Oktober 1589), Ratsherr in Emden

⚭ 1615 Christofora Mettingh († 24. Februar 1639)
⚭ 1640 Elisabeth d'Ortell (Witwe des Helmerich von Laher)
- Paulus (* 18. Februar 1593; † 6. Oktober 1620) ⚭ Katharina van Dalen

## Zitat
Peter Friedrich Reershemius schreibt in seinem Werk „Ostfriesländisches Prediger-Denkmal“ über Menso Altling:

„Er war ein feuriger, unternehmender, begabter Mann und galt sehr viel im Lande. Sonderlich hielt man ihn in Emden sehr hoch, und er hatte die Herzen seiner Gemeinde in seiner Hand.“